# 네르다넬
네르다넬은 마흐탄의 딸이자 페아노르의 아내이다. 아들 7명을 낳았다. 순서대로 마이드로스, 마글로르, 켈레고름, 카란시르, 쿠루핀, 암로드, 암라스였다.
그녀는 지혜롭고 자존심이 큰 인물이지만, 남편에 비해 덜했다. 흑발이 많은 놀도르 중 희귀하게 적발이며, 이는 아버지 마흐탄, 장남 마이드로스, 암로드, 암라스도 마찬가지였다.
남편과 아들들이 가운데땅으로 향할 때 발리노르에 남았다.